# Valeriana phitosiana
Valeriana phitosiana är en kaprifolväxtart som beskrevs av Quézel och Juliette Contandriopoulos. Valeriana phitosiana ingår i släktet vänderötter, och familjen kaprifolväxter. Inga underarter finns listade i Catalogue of Life.